# كتلة بركانية

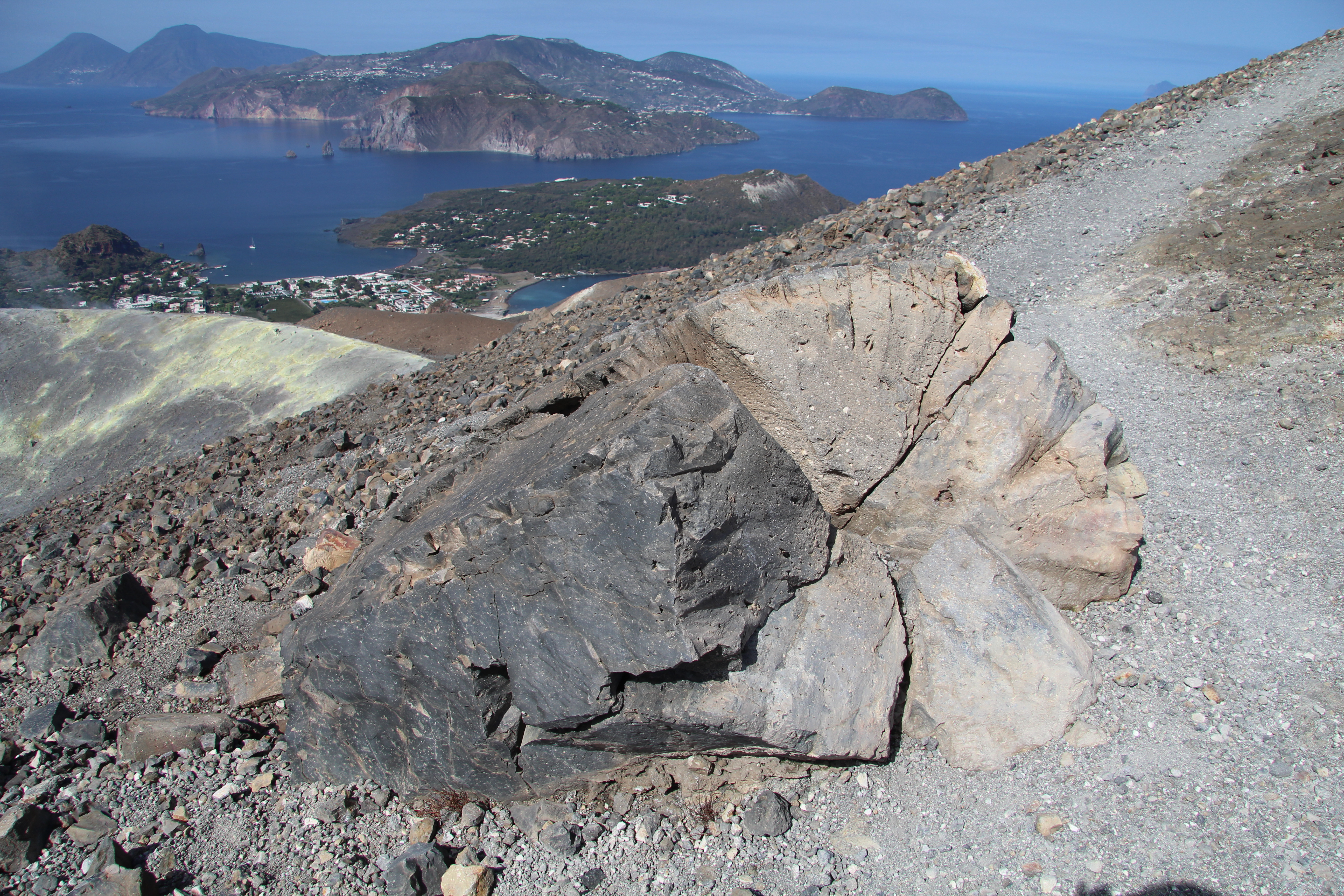

الكتلة البركانية هي قطعة من الصخر يزيد قطرها عن 64 ملم (2.5 بوصة ) وتثور من البركان في حالة صلبة.
تتشكل الكتل من مواد تخلفت عن الثورات السابقة أو من صخور المنطقة، فهي في معظمها تبعية أو عرضية من حيث المنشأ. وتوجد الكتل البركانية أيضًا نتيجة تأثير وانكسار القنابل البركانية. وتوجد القنابل أيضًا نتيجة تفلق قشرة قبة الحمم التي تشكلت عند قمة الفوهة أو فوقها أثناء ثوران البركان.

## السمات
تكون الكتل البركانية دائمًا في شكل زاوي تقريبًا إلى شبه زاوٍ وتكون متساوية الأبعاد تقريبًا. وإذا كانت الصخرة التي تكونت منها الكتلة عبارة عن حمم صفائحية متدفقة أو مادة ترسبية أو صخور شيست المتحولة، فقد تكون الكتل البركانية على شكل صفيحة أو لوح.
و في حالات أخرى، قد تشبه الحصى المصقول والمرصوف نتيجة التمييع والانتقال لأعلى.
يمكن أن يكون حجم تلك الكتل البركانية هائلاً وقد تنتقل لمسافات بعيدة عن فوهة البركان. ففي عام 1924 أطلق ثوران بركاني في هاواوي صخورًا يبلغ وزنها ما يقارب 14 طنًا؛ وأطلق بركان جبل فيزوف في إيطاليا كتلاً يبلغ وزنها من 2 إلى 3 طن عبر مسافات تتراوح بين 100 إلى 200 متر.